# Giorgio Diritti
Giorgio Diritti (Bologna, 21 dicembre 1959) è un regista, sceneggiatore e montatore italiano.

## Biografia
Si forma lavorando al fianco di vari autori italiani e in particolare Pupi Avati, con cui collabora in vari film. Realizza vari casting per film in Emilia-Romagna, tra cui La voce della luna (1990) di Federico Fellini. Partecipa all'attività di Ipotesi Cinema, Istituto per la formazione di giovani autori, fondato e diretto da Ermanno Olmi. Come autore e regista dirige documentari, cortometraggi e programmi televisivi.
In ambito cinematografico il suo primo cortometraggio, Cappello da marinaio (1990), è stato selezionato in concorso a numerosi festival internazionali, tra cui il Festival international du court métrage de Clermont-Ferrand. Nel 1993 ha realizzato Quasi un anno, film per la TV prodotto da Ipotesi Cinema e Rai 1.
Il suo film d'esordio, Il vento fa il suo giro (2005), partecipa a oltre 60 Festival nazionali e internazionali, vincendo oltre 36 premi. Riceve 5 candidature ai David di Donatello 2008 (fra cui Miglior film, Miglior regista esordiente, Miglior produttore e Miglior sceneggiatura) e 4 candidature ai Nastri d'argento 2008. Il film inoltre diventa un “caso nazionale”, restando in programmazione al Cinema Mexico di Milano per più di un anno e mezzo.
Il secondo film, L'uomo che verrà (2009), viene presentato nella selezione ufficiale del Festival Internazionale del Film di Roma 2009, dove vince il Gran Premio della Giuria Marc'Aurelio D'argento, il Premio Marc'Aurelio D'oro del Pubblico e il Premio "La Meglio Gioventù". Uscito poi in sala il 22 gennaio 2010, partecipa a numerosi festival italiani e internazionali ricevendo molti riconoscimenti importanti, tra cui i premi come Miglior film e Miglior produttore ai David di Donatello 2010 e il Nastro d'argento 2010 come Miglior produttore e Migliore scenografia.
Nel 2013 dirige Un giorno devi andare, di cui ha curato anche soggetto e sceneggiatura, e che è stato presentato in anteprima al Sundance Film Festival. Nel 2014 pubblica il suo primo romanzo, Noi due. Nel 2020 dirige Volevo nascondermi, che racconta la vita del pittore Antonio Ligabue: il film è stato presentato al Festival del Cinema di Berlino: interprete principale del film è Elio Germano, che per questo ruolo ha vinto l'Orso d'argento al miglior attore. Il film ottiene 15 candidature ai David di Donatello 2021, vincendone sette, tra cui Miglior regia e Miglior Film.

## Filmografia

### Cinema
- Il vento fa il suo giro (2005)
- L'uomo che verrà (2009)
- Un giorno devi andare (2013)
- Volevo nascondermi (2020)
- Lubo (2023)

### Televisione
- Quasi un anno (1993)

### Documentari
- Il denaro – co-regia di Paolo Cottignola, Ermanno Olmi e Alberto Rondalli (1999)
- Con i miei occhi (2002)
- Piazzàti (Minààs Fitàas) (2008)
- Milano 2015 - co-regia (2015)

### Mediometraggi e cortometraggi
- Cappello da marinaio (1990)
- Dio (1992)
- Dal buio (1995)
- Segno d'ombra (2000)
- Zombie (2020)
- In famiglia (2021)

## Riconoscimenti
- David di Donatello 2008 – Candidature come miglior film, miglior regista esordiente, miglior sceneggiatura, miglior produttore e miglior montaggio per Il vento fa il suo giro
- David di Donatello 2010 – Miglior film e miglior produttore per L'uomo che verrà
- David di Donatello 2010 – Candidature come miglior regista, migliore sceneggiatura e miglior montaggio per L'uomo che verrà
- Nastri d'argento 2008 – Candidature come miglior regista esordiente e miglior montaggio per Il vento fa il suo giro
- Nastri d'argento 2010 – Miglior produttore per L'uomo che verrà
- Nastri d'argento 2010 – Candidature come miglior film e miglior montaggio per L'uomo che verrà
- Nastri d'argento 2013 – Candidatura come miglior produttore per Un giorno devi a ndare
- Globo d'oro 2010 – Gran Premio della stampa estera per L'uomo che verrà
- Ciak d'oro 2010 – Miglior regista e miglior produttore per L'uomo che verrà[2]
- Ciak d'oro 2020 – Candidatura a miglior regista per Volevo nascondermi
- Nastri d'argento 2021 – Film dell'anno per Volevo nascondermi
- David di Donatello 2021 – Miglior film per Volevo nascondermi
- David di Donatello 2021 – Miglior regia per Volevo nascondermi

## Teatro
- La zattera di Vesalio (2007)
- Novelle fatte al piano (2010)
- Gli occhi gli alberi le foglie (2011)

## Romanzi
- Noi due, Milano, Rizzoli, 2014